# Медаль имени Вагифа Самедоглу
Медаль имени Вагифа Самедоглу — медаль имени Вагифа Самедоглу (Вагиф Самед оглу Векилов; 5 июня 1939, Баку — 28 января 2015, Баку), видного представителя азербайджанской поэзии XX века, одного из пионеров «литературного поколения шестидесятников» и одного из реформаторов азербайджанского свободного стиха учреждена в 2019 году по инициативе председателя Центра Вагифа Самедоглу, супруги поэта, писателя и востоковеда Нушабы Бабаевой-Векиловой, и вручается по решению Коллегии управления центра.
Медаль, предназначенная известным деятелям литературы и культуры, общественным деятелям как Азербайджана, так и разных стран мира, вручается по двум основным критериям:
- за пропаганду азербайджанской литературы и культуры, и отдельно — наследия Вагифа Самедоглу;
- за вклад в мировую литературу и особенно в мировую поэзию;

Медаль изготовлена скульптором и художником Кямраном Асадовым.

## Награжденные

### 2019
- Анар
- Эльхан Зал
- Фарид Гусейн
- Рустам Кямал
- Алия Самедова
- Ирада Мусаева

### 2020
- Дюсен Касейинов (Казахстан)
- Самед Вакилов
- Кямран Асадов
- Ульвийя Гейдарова
- Афаг Баширгызы
- Валех Каримов[2]
- Кямран Юнис
- Хазар Сулейманлы

### 2021
- Карим Валиев
- Рамиз Гасаноглу[3]
- Арье Гут (Израиль)

### 2022
- Нушаба Бабаева-Вакилова
- Мобиль Бабаев

### 2023
- Салим Бабуллаоглу

### 2025
- Рустам Дастаноглы